# Cotorreta celeste
La cotorreta celeste (Forpus coelestis) és una espècie d'ocell de la família dels psitàcids que habita matolls i terres de conreu a l'oest dels Andes, a l'oest de l'Equador i nord-oest del Perú.